# 比丹妮·瑪蒂克-桑茲
比丹妮·瑪蒂克-桑茲（英語：Bethanie Mattek-Sands，1985年3月23日—）是美國女子網球選手之一，她在1999年出道；六年後（2005年）在當地舉行的辛辛那提的一項賽事中晉身四強後開始成名。
2007年，她在美國公開賽中穿上以中國電影滿城盡帶黃金甲的女主角鞏俐所穿着戲服為藍本的球衣作賽，她的人氣度亦因此而提升至與奧地利的達美拉·柏絲克齊名。
2009年，她嫁給一位從事金融的同胞賈斯汀·桑茲（Justin Sands）；她亦冠夫姓為瑪蒂克-桑茲（Mattek-Sands）。

## 資料來源
1. ↑  .   [2009-06-29]. （原始内容存档于2020-10-01）.

## 外部連結
- 官方网站
- 比丹妮·瑪蒂克-桑茲的国际女子网球协会官方資料（英文）
- 比丹妮·瑪蒂克-桑茲的國際網球總會 職業／青少年 官方資料（英文）
- Fed Cup - Player profile - Bethanie MATTEK-SANDS (USA) （页面存档备份，存于）